# Tom Standage

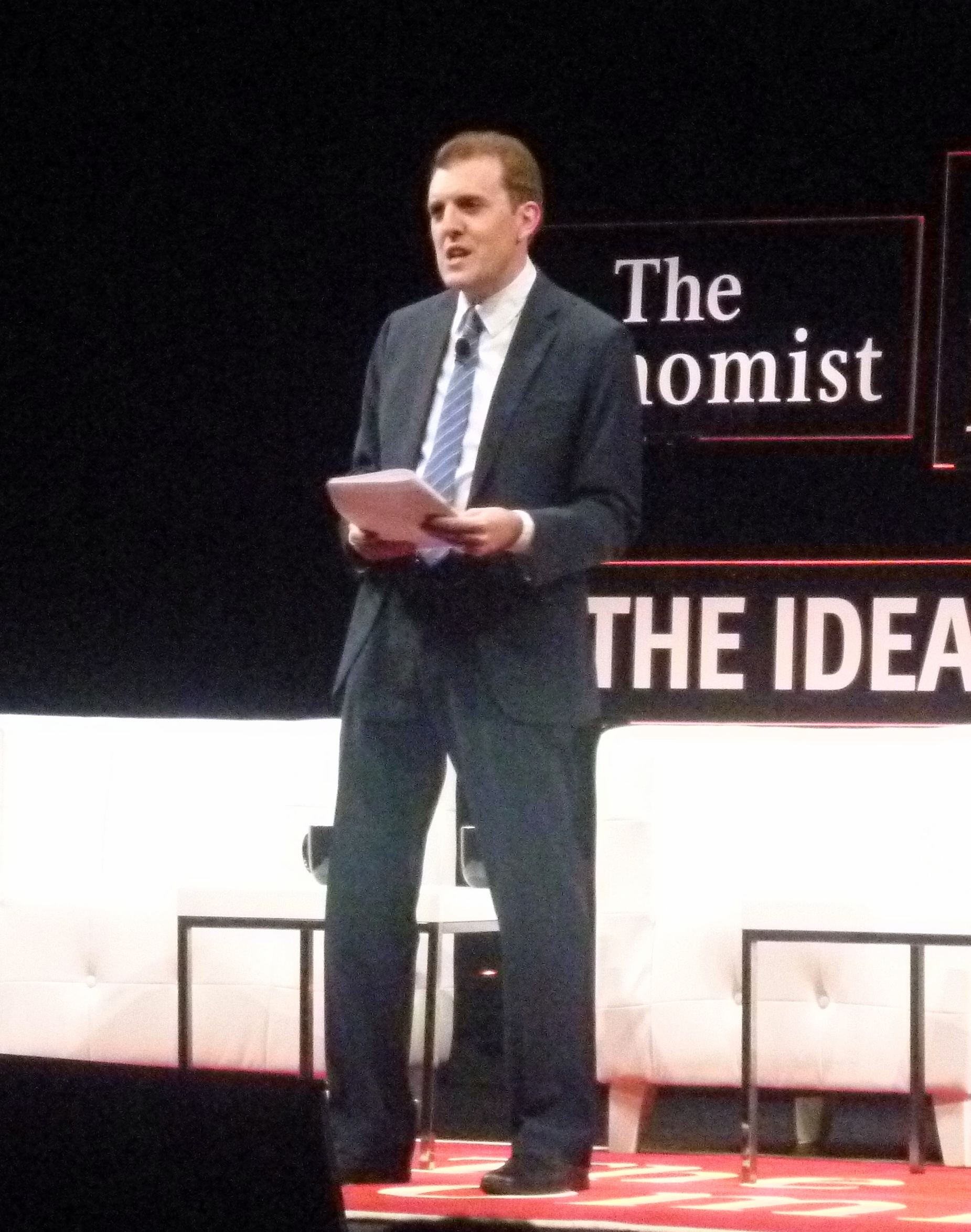
Standage em 2012, apresentando na Big Data and the Evolution of Smart Systems Conference em San Francisco, Califórnia.

Tom Standage (Londres, 1969)  é um jornalista, autor e executivo editorial britânico que atualmente atua como vice-editor do jornal The Economist sob o comando do editor-chefe, Zanny Minton Beddoes . Como chefe da estratégia digital do jornal, Standage é o editor-chefe do site, aplicativos e plataforma digital do The Economist . Ingressou no jornal em 1998 como correspondente científico, de onde foi sucessivamente nomeado editor de tecnologia, editor de negócios e, finalmente, editor digital.
Nascido e criado na Inglaterra, Standage formou-se na Universidade de Oxford em engenharia e computação. Começou sua carreira no jornalismo como repórter de ciência e tecnologia para  The Guardian e o  The Daily Telegraph . Standage é autor de oito livros, incluindo, entre outros, The Victorian Internet (1998), A History of the World in 6 Glasses (2005) e Writing on the Wall (2013).

## Primeiros anos e carreira
Standage nasceu no bairro de Greenwich, no sudeste de Londres, o mais velho de dois filhos de seus pais. Ele frequentou a Universidade de Oxford, onde estudou engenharia e computação. Passou então a trabalhar como repórter de ciência e tecnologia para o The Guardian e The Daily Telegraph .
Standage frequentemente baseia seus escritos nas áreas de ciência, tecnologia e negócios em analogias históricas. Ele publicou uma coleção de artigos e pesquisas do The Economist e seis livros, incluindo The Victorian Internet, uma história do desenvolvimento do telégrafo e as ramificações sociais associadas a ele. Standage argumenta que o desenvolvimento da internet espelha o do telégrafo, pois ambos representaram aumentos dramáticos na velocidade e transmissão de informações, e porque ambos foram controversos em seu tempo por consequências negativas percebidas e reais.
O trabalho mais recente de Standage é A Brief History of Motion: From the Wheel, to the Car, to What Comes Next (2021).

## Livros
- The Turk: The Life and Times of the Eighteenth Century Chess Player
- The Victorian Internet
- The Neptune File
- A History of the World in 6 Glasses (História do Mundo Em 6 Copos)[6]
- The Future of Technology
- An Edible History of Humanity (Uma História Comestível da Humanidade)[7]
- Writing on the Wall: Social Media—The First 2,000 Years[8][9]
- A Brief History of Motion: From the Wheel, to the Car, to What Comes Next